# Габерцеттель, Иосиф Иванович
Иосиф Иванович Габерцеттель (1791—1853) — русский исторический живописец, копиист немецкого происхождения, академик живописи Императорской Академии художеств.

## Биография
Иосиф Иванович Габерцеттель родился в Санкт-Петербурге. Сын камер-музыканта Дирекции Императорских театров. 

Копия картины Д. Ричарелли (Даниэле да Вольтерра) «Снятие с креста», находящейся в церкви Сантиссима-Тринита-дей-Монти (Рим), выполненная И. Габерцеттелем

В 1800 году поступил в Воспитательное училище при императорской Академии Художеств. Ученик Василия Козьмича Шебуева. Во время учёбы в Академии в 1812 году был удостоен серебряной медали по классу истории и мифологии и трёх серебряных и одной малой золотой медали за рисунки с натуры (1812—1813). Окончив курс в 1815 году с аттестатом 1-й степени и малой золотой медалью, полученной за картину по заданной программе «Моление Господа Иисуса Христа о чаше», оставался при Академии пенсионером до 1817 года для продолжения учения по классу исторической живописи.
Отправившись за свой счёт за границу, занимался в Италии копированием произведений великих мастеров, между прочих картин, «Преображение» Рафаэля (1826—1828 гг), которая в 1831 г. была куплена императором Николаем I и подарена Академии Художеств, и «Любовь небесная и любовь земная» Тициана (также приобретенная Николаем І). Написал оригинальные картины «Тайная вечеря» для Львова и «Иоанн Креститель, проповедующий в пустыне», проданную в Англию.
В 1820—1830-х Иосиф Иванович Габерцеттель жил в Париже и Риме.
В 1834 году возвратился в город Санкт-Петербург и получил звание академика за свои заграничные работы.
В 1835—1837 г.г. Габерцеттель провёл в Риме, где исполнил копию с картины Даниэле да Вольтерра «Снятие со креста» для академической церкви, для которой он написал также образа архангелов Гавриила и Михаила.
Написал несколько икон для Благовещенской церкви Конногвардейского полка (1839), Исаакиевского собора (1842—1843) и Введенской церкви в Петербурге (1843) .
С 1843 года Иосиф Иванович Габерцеттель жил в Англии, где и умер в Лондоне через 10 лет.
Основные произведения: 
Среди его работ: картины «Тайная Вечеря», «Иоанн Креститель проповедует в пустыне»; копии с картин «Преображение Господне» (1826–1828) и «Мадонна делла Седиа» Рафаэля (1837), «Любовь небесная и земная» Тициана, «Снятие со креста» Д. да Волтерра (1835–1837). Написал несколько икон для церкви Конногвардейского полка (1839) и Исаакиевского собора (1842–43) в Петербурге.